# Szczęśliwy brzeg
Szczęśliwy brzeg – polski film psychologiczny z 1983 roku w reżyserii Andrzeja Konica. Zdjęcia kręcono w Warszawie.

## Opis fabuły
Historia emerytowanego kapitana żeglugi dalekomorskiej, powracającego po latach służby do Polski. Film jest opowieścią o zderzeniu człowieka z rzeczywistością kontaktów rodzinnych i międzyludzkich, odnalezieniu miłości oraz konieczności rezygnacji z niej.

## Obsada
- Jerzy Bińczycki (Jan Kowalski, emerytowany kapitan Żeglugi Wielkiej)
- Beata Poźniak (Pola)
- Stanisława Celińska (Anna, córka Jana)
- Wojciech Pokora (Paweł, mąż Anny)
- Leonard Pietraszak (kapitan Antoni Mazur, przyjaciel Jana)
- Marcin Francuz (Krzyś, wnuk Jana)
- Zbigniew Buczkowski (kelner)
- Marian Glinka
- Klemens Mielczarek (tragarz; w czołówce podano nazwisko: Milczarek)
- Zdzisław Rychter (tragarz Czesio)
- Tomasz Zaród